# Irvine Lenroot

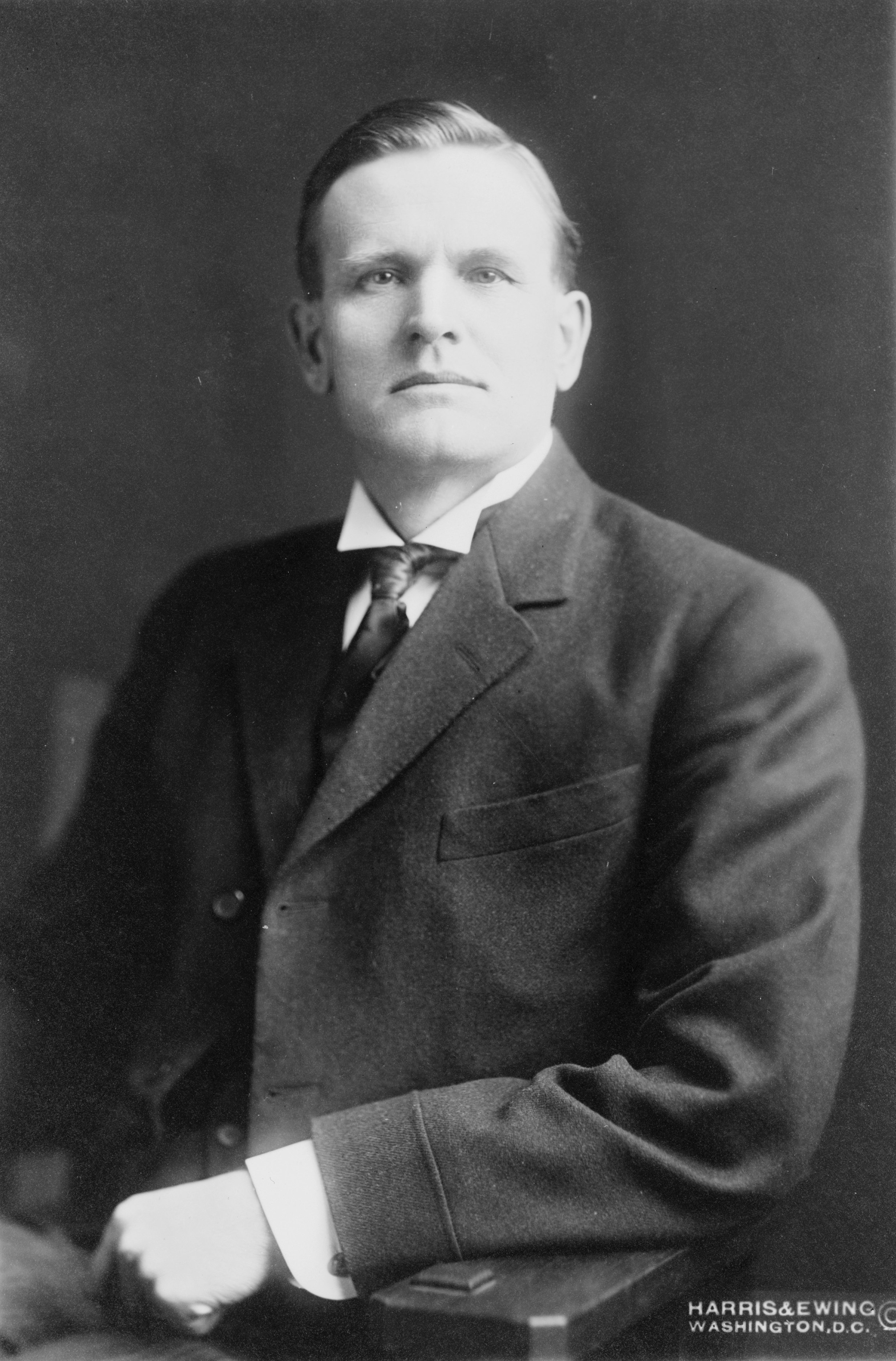
Irvine Lenroot

Irvine Luther Lenroot (* 31. Januar 1869 in Superior, Wisconsin; † 26. Januar 1949 in Washington, D.C.) war ein US-amerikanischer Jurist und Politiker, der den Bundesstaat Wisconsin in beiden Kammern des Kongresses vertrat.

## Leben
Irvine Lenroot wurde als viertes von sechs Kindern von Lars und Fredrika Regina Lenroot in Superior (Wisconsin) geboren. Seine Eltern, die in den 1850er Jahren von Schweden in die USA kamen, hatten ihren Namen von Linderoth in Lenroot geändert.
Nach dem Schulabschluss, den er im Jahr 1884 erwarb, arbeitete Lenroot mit seinem älteren Bruder bei der Holzernte, ehe er 1887 ein eigenes kleines Unternehmen in Duluth (Minnesota) gründete. In den 1890er Jahren arbeitete er als Stenograph für eine Anwaltskanzlei, und von 1893 bis 1906 als Gerichtsreporter am Gericht im Douglas County. Bereits 1898 wurde er in die Rechtsanwaltskammer des Staates Wisconsin aufgenommen. Nach drei Jahren, in denen er als Anwalt in seiner Heimatstadt Superior gearbeitet hatte, kandidierte Lenroot 1901 mit Erfolg für die Republikanische Partei für einen Sitz in der Wisconsin State Assembly. Er war bis 1907 Abgeordneter und fungierte von 1903 bis zu seinem Ausscheiden als Parlamentssprecher.
Im Jahr 1908 bewarb sich Lenroot ebenfalls erfolgreich um einen Sitz im Repräsentantenhaus der Vereinigten Staaten, in welchem er von März 1909 bis April 1918 tätig war. Nach dem Tod des US-Senators Paul O. Husting, im Oktober 1917, kandidierte Lenroot für dessen nun vakanten Sitz im Senat der Vereinigten Staaten. Bei der Präsidentschaftswahl 1920 wurde Lenroot von US-Senator Warren G. Harding als Running Mate – als Kandidat für das Amt des Vizepräsidenten der Vereinigten Staaten – in Betracht gezogen, doch die Delegierten auf dem Bundesparteitag der Republikaner, der in Chicago (Illinois) tagte, entschieden anders und nominierten den politisch erfahreneren und als Gouverneur von Massachusetts bekannteren Calvin Coolidge für das Amt. Da Harding bereits im August 1923 starb, wäre Lenroot möglicherweise der 30. Präsident der Vereinigten Staaten geworden. 1920 wurde Lenroot mit 41,6 Prozentpunkten an Stimmen als Senator wiedergewählt. 1924 stellte er kurze Zeit Überlegungen an, selbst für das Amt des US-Präsidenten zu kandidieren, verfolgte dieses Vorhaben jedoch kaum. 1926 wurde Lenroot von seiner Partei nicht erneut als Senatskandidat aufgestellt, da diese Gouverneur John J. Blaine nominierten.
Drei Jahre nach seinem Ausscheiden aus dem Senat berief ihn 1929 US-Präsident Herbert Hoover als Richter an den United States Court of Customs and Patent Appeals, das Bundesgericht für Konsumentenschutz und Patentrecht, wo er auf Orion Metcalf Barber folgte. Diesem stand er bis zu seiner Pensionierung im Jahr 1944 vor.
Lenroot war zweimal verheiratet. Am 22. Oktober 1890 trat er mit Clara Pamelia McClough vor den Traualtar, aus der Ehe gingen zwei Töchter hervor. Nach dem Tod seiner Frau am 4. April 1942, trat er am 4. Februar 1943 mit Eleonore von Eltz in den Stand der Ehe, mit der er bis zu seinem Tod, sechs Jahre später, verheiratet war.
Nur fünf Tage vor seinem 80. Geburtstag starb Lenroot in Washington, D.C. an Krebs.